# 板理论
在连续介质力学中，板理论是基于梁理论对平板力学的数学描述。通常情况下板结构的厚宽比是小于0.1。板理论利用了长度量级上的差异，将完全的三維固体力学问题简化成为二維问题。板理论的目标是为了计算当板承受荷载时所产生的变形和应力。